# Eleições parlamentares de 2009 na Dominica
As eleições parlamentares dominiquenses de 2009 foram realizadas em 18 de dezembro.

## Resultados
A equipe de observadores da Organização dos Estados Americanos (OEA) que foi deslocada à ilha afirmou que as eleições tinham se desenvolvido em um ambiente de normalidade e sem contratempos. O Partido Trabalhista (DLP, em inglês) do primeiro-ministro Roosevelt Skerrit obteve uma arrasadora vitória no pleito, obteve 17 das 21 cadeiras em jogo, enquanto os outros quatro assentos foram para o Partido dos Trabalhadores Unidos (UWP, em inglês), que dirigiu o país entre 1995 e 2000. "Terminamos um necessário, mas árduo, processo eleitoral para uma nova Administração que gerencie os assuntos do Governo nos próximos cinco anos", disse Skerrit. O premiê disse que está agradecido, mas "humilde", pelo fato de os cidadãos da Dominica terem o escolhido mais uma vez, e depositem nele e no DLP sua "confiança".
Pela segunda vez consecutiva, o Partido da Liberdade de Dominica (DFP, em inglês), que esteve no poder entre 1980 e 1995, não obteve nenhuma cadeira.